# Stereohits
Stereohits es el sexto álbum de estudio de Mœnia, y uno de los más exitosos. Fue lanzado el 1 de marzo de 2004 por la discográfica Sony Music. con este disco, la banda hace tributo mediante cóvers a los artistas que marcaron la música de la década de los ochenta en español, como: Alaska y Dinarama, Mecano, Los Prisioneros, Duncan Dhu, Soda Stereo, Caifanes, GIT, Los Amantes de Lola y otros.
Los sencillos del álbum fueron "Ni tú ni nadie" y "Juegos de amor", las cuales, se convirtieron rápidamente en grandes éxitos del grupo. El tema "Ni Tú Ni Nadie" contiene extracciones del tema "Rock and Roll Pt.2" (1972) del cantautor inglés Gary Glitter.

## Lista de canciones
| #  | Título                                                                        | Duración |
| -- | ----------------------------------------------------------------------------- | -------- |
| 01 | Ni tú ni nadie (contiene extracción de "Rock and Roll Pt. 2" de Gary Glitter) | 5:02     |
| 02 | Sobredosis de TV                                                              | 3:25     |
| 03 | En algún lugar                                                                | 4:17     |
| 04 | Juegos de amor                                                                | 3:42     |
| 05 | Tren al sur                                                                   | 4:16     |
| 06 | Ay qué pesado                                                                 | 3:33     |
| 07 | Mátenme porque me muero                                                       | 4:27     |
| 08 | Es por amor                                                                   | 3:39     |
| 09 | Beber de tu sangre                                                            | 3:33     |
| 10 | Sildavia                                                                      | 4:49     |